# 제9회 대종상
제9회 대종상의 시상식에 관한 내용이다.

## 수상 및 후보

### 시나리오상
- 젊은 아들의 마지막 노래 - 최금동 수상